# La Reforma (Warnes)
La Reforma ist eine Ortschaft im Departamento Santa Cruz im Tiefland des südamerikanischen Andenstaates Bolivien.

## Lage im Nahraum
La Reforma liegt im westlichen Teil des Departamentos Santa Cruz in der Provinz Ignacio Warnes und ist der drittgrößte Ort im Cantón Los Chacos im Municipio Warnes. La Reforma liegt auf einer Höhe von 272 m zwischen der Quebrada El Toro direkt westlich und der Quebrada Chané direkt östlich der Ortschaft, die beide in nördlicher Richtung über den Río Chané zum Río Piraí entwässern, einem Zufluss zum Río Grande.

## Geographie
La Reforma liegt im tropischen Feuchtklima vor dem Ostrand der Anden-Gebirgskette der Cordillera Oriental. Die Region war vor der Kolonisierung von Chiquitano-Trockenwäldern bedeckt, ist heute aber größtenteils Kulturland.
Die mittlere Durchschnittstemperatur der Region liegt bei knapp 24 °C (siehe Klimadiagramm Warnes), die Monatswerte schwanken zwischen 20 °C im Juni/Juli und 26 °C von November bis Februar. Der Jahresniederschlag beträgt etwa 1300 mm, die Monatsniederschläge sind ergiebig und liegen zwischen 35 mm im August und 200 mm im Januar.

## Verkehrsnetz
La Reforma liegt 77 Kilometer nördlich der Departamento-Hauptstadt Santa Cruz.
La Reforma liegt zwischen den Städten Montero und Okinawa I an der 774 km langen Nationalstraße Ruta 10, die das nördliche Tiefland des Departamento Santa Cruz von den Kolonisationsgebieten zwischen Río Piraí und Río Grande bis zur brasilianischen Grenze durchquert.
Von Santa Cruz aus erreicht man die Ortschaft auf der Ruta 4 über Warnes bis Montero, am nördlichen Stadtrand von Montero kreuzt sich die Ruta 4 mit der Ruta 10, der man dann nach Osten bis La Reforma folgt.

## Bevölkerung
Die Einwohnerzahl der Ortschaft ist in dem Jahrzehnt zwischen den beiden letzten Volkszählungen um etwa ein Viertel angestiegen:
| Jahr | Einwohner         | Quelle       |
| ---- | ----------------- | ------------ |
| 1992 | keine Detaildaten | Volkszählung |
| 2001 | 500               | Volkszählung |
| 2012 | 620               | Volkszählung |
| 2024 |                   | Volkszählung |

In der Region sind die Quechua die zahlenmäßig wichtigste indigene Volksgruppe, im Municipio Warnes sprechen 13,5 Prozent der Einwohner Quechua.